# Lago Malombe
Il lago Malombe è un lago situato nel sud del Malawi nella Regione Meridionale.
Posto direttamente a sud del lago Malawi riceve acque dal fiume Shire, che ne costituisce anche l'emissario.
È posto a 472 metri sul livello del mare ha una profondità massima di 20 metri. Ha una lunghezza massima di 30 km e una larghezza di 15 e si estende su una superficie di 450 km².